# Prolatiforceps fenestella
Prolatiforceps fenestella är en tvåvingeart som beskrevs av Martin 1975. Prolatiforceps fenestella ingår i släktet Prolatiforceps och familjen rovflugor. Inga underarter finns listade i Catalogue of Life.